# Silene affghanica
Silene affghanica är en nejlikväxtart som beskrevs av Paul Rohrbach. 
Silene affghanica ingår i släktet glimmar och familjen nejlikväxter. Inga underarter finns listade i Catalogue of Life.